# Urbe (Italia)
Urbe ( Lurba in ligure) è un comune italiano sparso di 632 abitanti della provincia di Savona in Liguria. La sede comunale è ubicata nella frazione di Martina Olba.

## Geografia fisica

### Territorio
Il comune è situato nel versante settentrionale dell'Appennino Ligure, nella valle del torrente Orba, con la distribuzioni dei vari borghi e località nei boschi attorno al rilievo della Rocca della Marasca (948 metri sul livello del mare). Nel territorio comunale ricade una parte del lago dell'Antenna.

### Clima

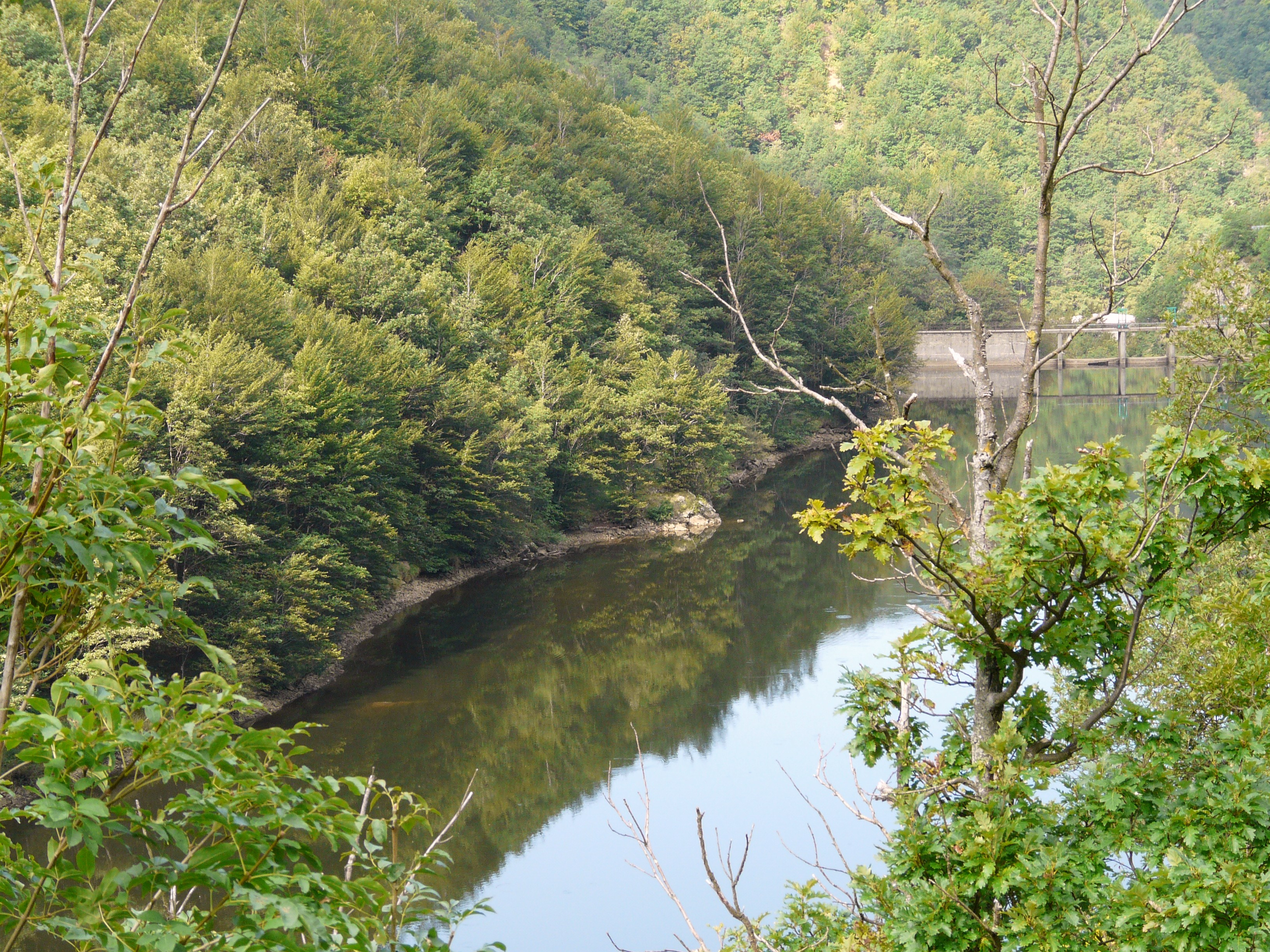
Il torrente Orba

Il clima di Urbe e più in generale dell'alta valle del torrente Orba è tipico del versante padano ligure. La particolarità climatica di questa porzione di territorio risiede in stagioni invernali mediamente più nevose rispetto alle valli dell'Appennino Ligure di Levante della provincia di Genova, val Trebbia e val d'Aveto, a parità di quota. Infatti, in particolari situazioni abbastanza frequenti, lo Scirocco umido e mite non permette nelle valli suddette che la neve quota neve scenda sotto i 900/1000 m di quota, mentre in Val d'Orba già a fondovalle - che si trova ad una quota di circa 500 m - si possono avere nevicate copiose a causa della Tramontana scura proveniente dal cuscino d'aria fredda presente in Pianura padana.
Nelle zone d'altura della Val d'Orba, oltre gli 800 m s.l.m., ed in inverni particolarmente nevosi, alla fine della stagione invernale si possono avere cumulate nevose totali molto elevate. 
In fondovalle, circa 500 m di quota, la nevosità media si attesta a circa 170/180 cm per anno mentre a quote maggiori, indicativamente oltrei i 700/800 può  raggiungere o superare i 300 cm.
Le prime nevicate avvengono generalmente a novembre o all'inizio di dicembre, mentre le ultime possono verificarsi a marzo con occasionali spolverate anche ad aprile; lo stesso vale per le zone oltre gli 800 m, ma qui gli ultimi fiocchi possono cadere anche in maggio.
Un'orografia particolare è permette all'aria fredda di entrare dalla Pianura Padana, ma gli umidi e più miti venti dal mare non possono risalire verso la valle perché bloccati dal gruppo del Beigua: una serie di monti con quote comprese tra i 1000 ed i 1200 m, che scorrono paralleli alla costa. 
Si ricorda che la valle è comunque molto vicina al mare ed in linea d'aria sono circa 10 km di distanza, quest'ultima altra particolarità è a rendere la Val d'Orba unica anche nella provincia savonese.
Le stagioni estive sono caratterizzate da pomeriggi non troppo caldi specialmente, nelle località e frazioni più elevate. Le nottate sono fresche in tutta la valle. Queste qualità climatiche fanno di questa zona a cavallo tra le province genovese e savonese una delle mete estive privilegiate dai villeggianti. 
In inverno le zone pianeggianti ed i fondovalle ospitano importanti inversioni termiche he portano le temperatura parecchi gradi sotto lo zero e brinate, soprattutto nelle nottate serene.

## Storia
Il territorio dell'attuale comune di Urbe - suddiviso all'epoca nei due centri principali di Martina e Olba - già dall'VIII secolo era conosciuto, secondo alcune fonti storiche, come terreno di caccia dei re longobardi all'interno della zona forestale della Selva dell'Orba.
Donato al contado di Acqui Terme - assieme all'antico castello che venne distrutto nell'XI secolo - fu quindi possedimento del vescovo di Acqui Terme a partire dall'891. Le prime citazioni sul territorio di Urbe, chiamata con il nome di Urbs e Urba, appaiono in diplomi imperiali del 981 e del 1002.
Divenuto possedimento dell'Abbazia di Santa Maria alla Croce di Tiglieto, i territori di Martina e Olba furono inglobati, rispettivamente, il primo come "quartiere" di Rossiglione nel capitaneato di Ovada, il secondo come quartiere della podesteria di Sassello nella Repubblica di Genova; seguirono entrambi le vicende storiche e politiche genovesi fino al 1797.
Con la caduta della Repubblica di Genova, sull'onda della rivoluzione francese e a seguito della prima campagna d'Italia di Napoleone Bonaparte, il territorio di Martina rientrò dal 2 dicembre 1797 nel Dipartimento della Cerusa (con capoluogo Voltri); Olba (staccatosi definitivamente da Sassello) fu invece inserito nel Dipartimento del Letimbro, con capoluogo Savona, all'interno della Repubblica Ligure.
Dal 28 aprile del 1798 con i nuovi ordinamenti francesi, Martina rientrò nel VII Cantone (capoluogo San Pietro d'Olba) della Giurisdizione della Cerusa, mentre Olba nel X Cantone (capoluogo Sassello) della Giurisdizione di Colombo. Dal 1803 i due territori risulteranno inseriti nel I Cantone di Savona (Martina) e nel III Cantone dell'Erro (Olba) nella Giurisdizione di Colombo. Annessi al Primo Impero francese dal 13 giugno 1805 al 1814 furono inseriti nel Dipartimento di Montenotte.
Nel 1815 furono inglobati nel Regno di Sardegna, così come stabilì il Congresso di Vienna del 1814, e successivamente nel Regno d'Italia dal 1861. Dal 1859 al 1927 i territori furono compresi nel III mandamento di Sassello del circondario di Savona facente parte della provincia di Genova; nel 1927 i due comuni passarono sotto la neo costituita provincia di Savona.
Solamente nel 1929 fu costituito ufficialmente il comune di Urbe, sopprimendo i precedenti comuni di Martina Olba e Olba.
Dal 1973 al 30 aprile 2011 ha fatto parte della Comunità montana del Giovo.

### Simboli
Stemma
Gonfalone

## Monumenti e luoghi d'interesse

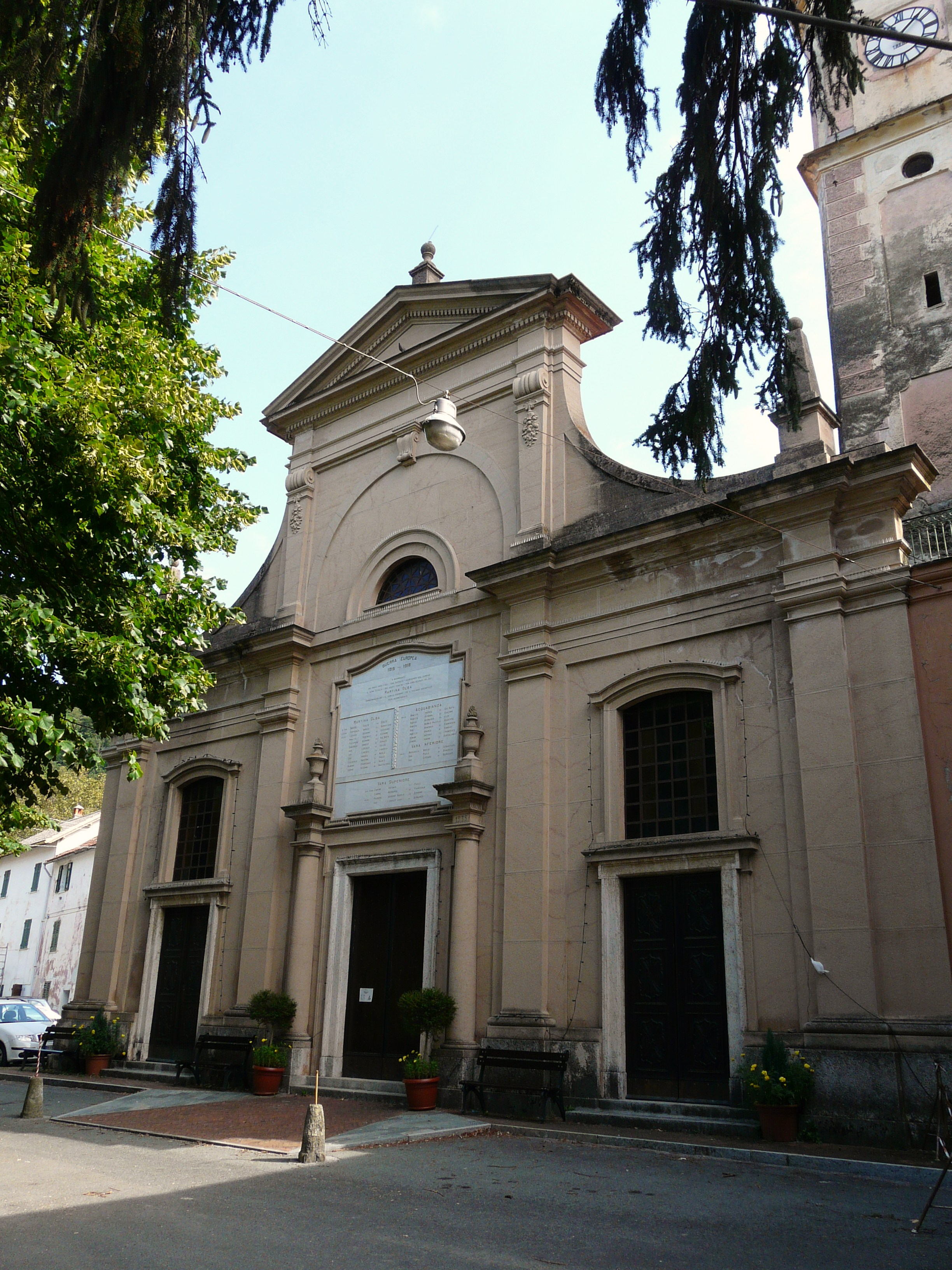
La chiesa di San Giacomo Maggiore di Martina Olba

### Architetture religiose
- Chiesa parrocchiale di San Giacomo il Maggiore nella frazione-capoluogo comunale di Martina Olba. Fu consacrata nel 1633 e presenta all'interno pregiate decorazioni, oltre ad un altare marmoreo del XVIII secolo.
- Chiesa di San Rocco, del 1854, nella frazione di Acquabianca.
- Chiesa parrocchiale di San Pietro nella frazione di San Pietro d'Olba. Ricostruzione del 1775, venne modificata in seguito da successivi restauri. Dal 2010 è in fase di restauro la facciata.
- Oratorio dei Santi Filippo e Giacomo nella frazione di San Pietro d'Olba. Costruito tra il 1721 e il 1731, l'omonima confraternita fu fondata nel 1741.
- Cappella di Montà nella frazione di San Pietro d'Olba.
- Cappella della Madonna di Lourdes nella frazione di San Pietro d'Olba, sul torrente Orba.
- Chiesa di San Giovanni Gualberto, del 1828, nella frazione di Vara Inferiore.
- Chiesa di Nostra Signora della Visitazione nella frazione di Vara Superiore. Il primo edificio religioso fu edificato nel 1860; l'attuale struttura fu completamente ricostruita nel 1970.
- Cappelletta dei Roncazzi nell'omonima località. Si tratta di una piccola cappella costruita dalla famiglia Zunino in ringraziamento per la guarigione dalla epidemia di influenza spagnola. Dedicata al Sacro Cuore di Gesù, è lunga appena 2 m con piccolo pronao in legno dotato di campanella. Fu benedetta l'8 settembre 1940 e il 5 agosto 1958 fu celebrata la prima messa.[9]

## Società

### Evoluzione demografica
Abitanti censiti

### Etnie e minoranze straniere
Secondo i dati Istat al 31 dicembre 2020, i cittadini stranieri residenti a Urbe sono 20

## Cultura

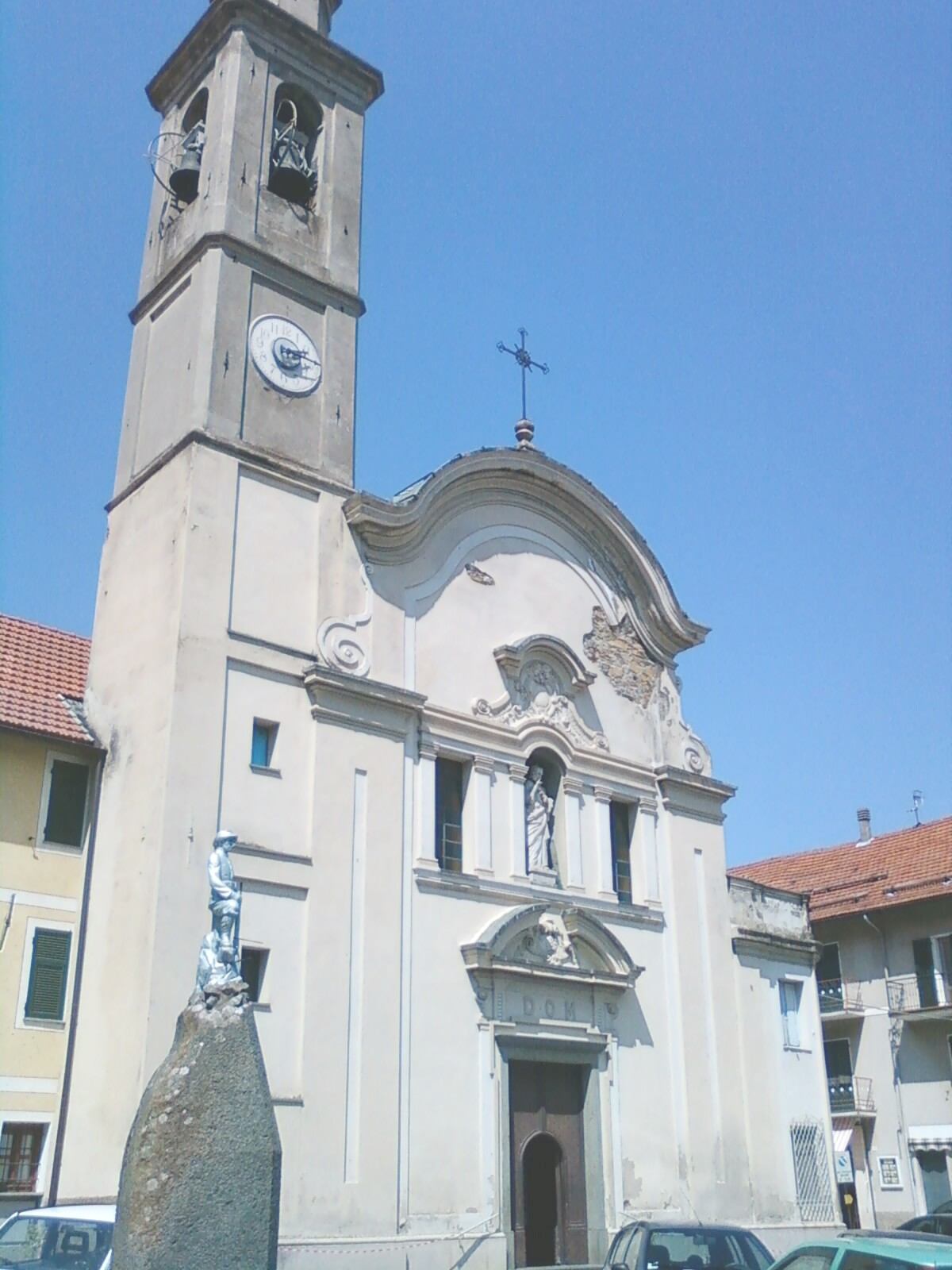
La chiesa parrocchiale di San Pietro nella frazione di San Pietro

### Istruzione

#### Musei
- Museo di arte contadina nella frazione di Vara Inferiore.

## Geografia antropica
Il territorio comunale è costituito dalle cinque frazioni di Acquabianca, Martina, San Pietro, Vara Inferiore e Vara Superiore per una superficie territoriale di 31,17 km2.
Confina a nord con i comuni di Ponzone (AL) e Tiglieto (GE), a sud ed ovest con Genova e Sassello, ad est con Tiglieto.

### Frazioni
- Martina (Martin-na in dialetto). Già comune autonomo, è situata a 484 m s.l.m sulla riva destra dell'Orba ed è il capoluogo secondo lo statuto.
- Acquabianca (Evagianca in dialetto). Situata a 670 m s.l.m, è la frazione più interna del comune. Il nome, probabilmente, deriva dalla trasparenza delle acque del rio Baracca e del rio Carpescio, affluenti dell'Orba.
- San Pietro (Senpé in dialetto). È la frazione più popolosa, posta a 526 m s.l.m. alla confluenza dell'Orbarina nell'Orba.
- Vara Inferiore (Vara da bàsu in dialetto). Di antiche origini è situata a 672 m s.l.m.
- Vara Superiore (Vara d'àtu in dialetto). È la frazione montana del comune, situata a 782 m s.l.m. e arriva fino al passo del Faiallo da dove si può ammirare l'intera città di Genova con il suo Porto antico.

## Economia

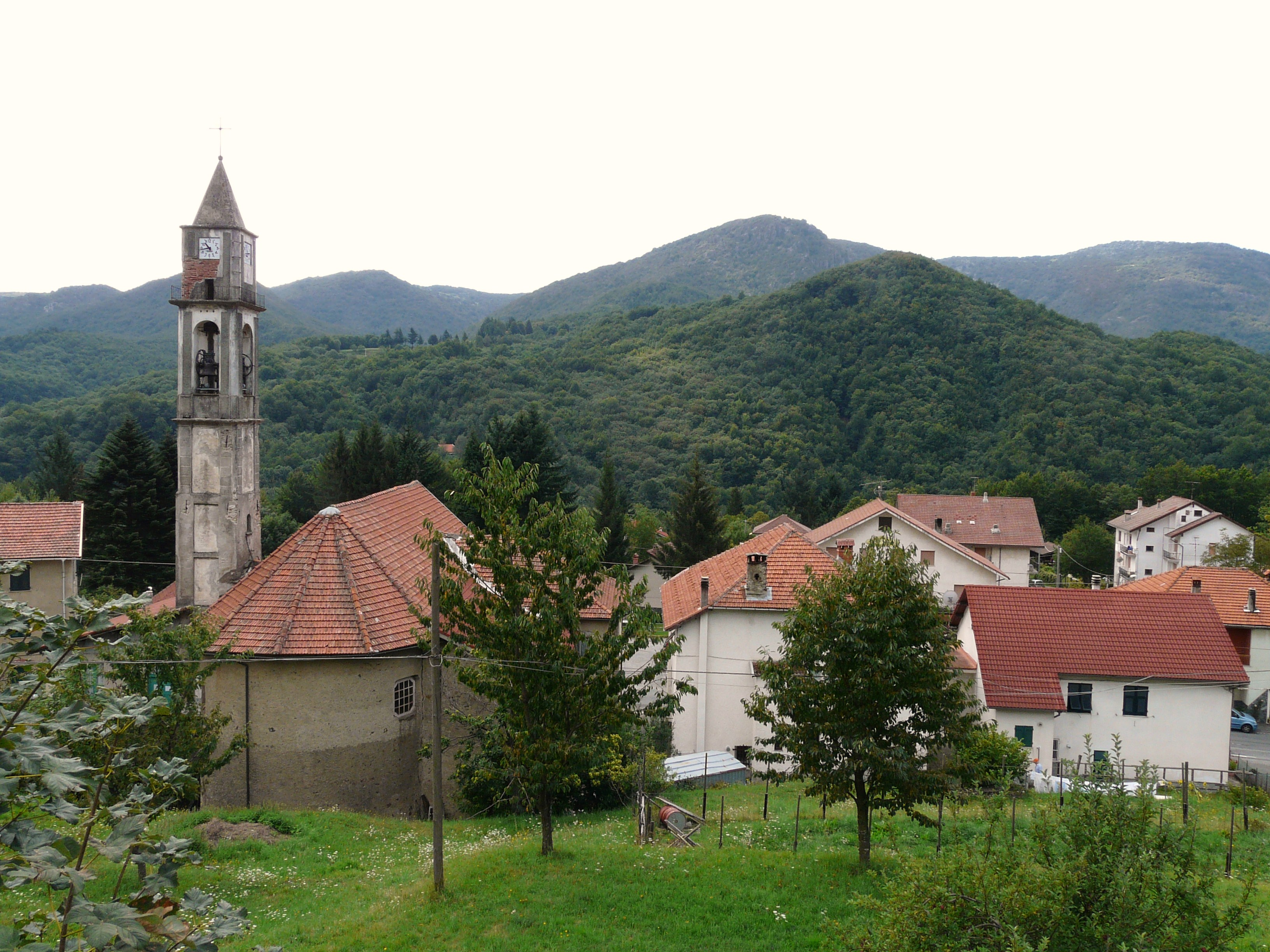
Panorama di Vara Inferiore

Basa la sua principale risorsa economica sull'attività agricola - specie la coltivazione e produzione di patate, legumi e ortaggi - e sull'allevamento del bestiame.
Viene inoltre praticata lo sfruttamento dei boschi e la raccolta dei funghi. Tra le produzioni industriali le attività legate all'edilizia, alla lavorazione del legno e dei metalli. Un'altra fonte di reddito riguarda invece il turismo.

## Infrastrutture e trasporti

### Strade
Il territorio di Urbe è attraversato principalmente dalla strada provinciale 49 che gli permette il collegamento stradale con Sassello, con le provinciali 40 del passo del Faiallo e 53 per Tiglieto.

## Amministrazione

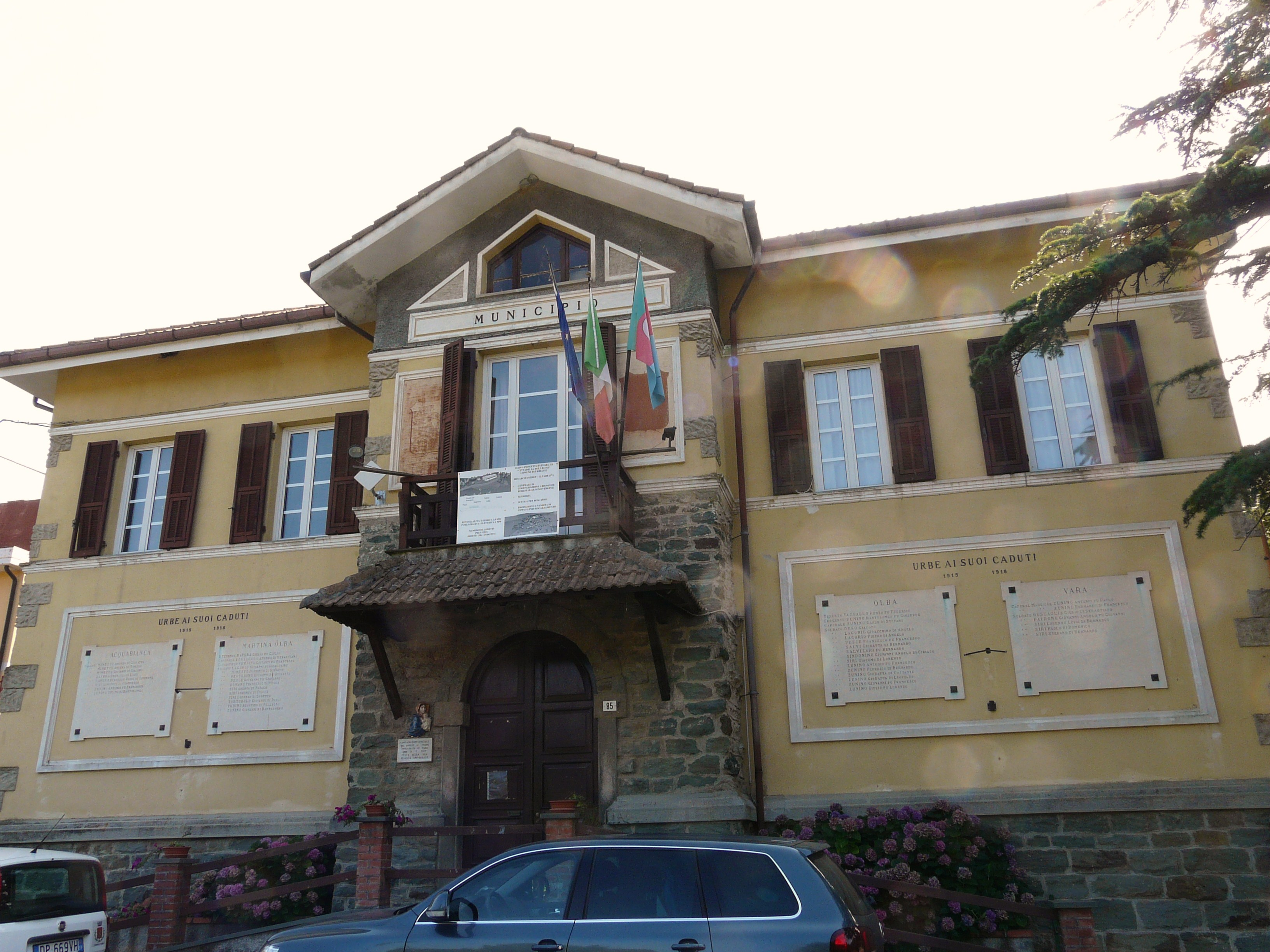
Il municipio di Urbe, in località Cascina

| Periodo          | Periodo          | Primo cittadino         | Partito                                          | Carica         | Note   |
| ---------------- | ---------------- | ----------------------- | ------------------------------------------------ | -------------- | ------ |
| 17 giugno 1985   | 30 maggio 1990   | Claudio Pastorino       | Partito Socialista Italiano                      | Sindaco        |        |
| 30 maggio 1990   | 24 aprile 1995   | Franco Dimani           | lista civica                                     | Sindaco        |        |
| 24 aprile 1995   | 26 novembre 1998 | Franco Dimani           | Partito Popolare Italiano                        | Sindaco        | [ 13 ] |
| 30 novembre 1998 | 14 giugno 1999   | Andrea Giangrasso       |                                                  | Comm. straord. | [ 14 ] |
| 14 giugno 1999   | 14 giugno 2004   | Franco Dimani           | Forza Italia                                     | Sindaco        |        |
| 14 giugno 2004   | 8 giugno 2009    | Maria Caterina Ramorino | lista civica                                     | Sindaco        |        |
| 8 giugno 2009    | 26 maggio 2014   | Maria Caterina Ramorino | Insieme per Urbe (lista civica di centro-destra) | Sindaco        |        |
| 26 maggio 2014   | 27 maggio 2019   | Fabrizio Antoci         | Urbe riparte (lista civica di centro-sinistra)   | Sindaco        |        |
| 27 maggio 2019   | 10 giugno 2024   | Fabrizio Antoci         | Urbe riparte (lista civica di centro-sinistra)   | Sindaco        |        |
| 10 giugno 2024   | in carica        | Fabrizio Antoci         | Urbe riparte (lista civica di centro-sinistra)   | Sindaco        |        |

### Altre informazioni amministrative
Urbe fa parte dell'Unione dei comuni del Beigua.